# Собор Святого Креста (Бостон)
Собор Святого Креста (англ. Cathedral of the Holy Cross) — кафедральный собор в Бостоне, центр католической Бостонской архиепархии, крупнейшая церковь в Новой Англии.
Здание собора построено по проекту архитектора Патрика Кили в псевдоготичном стиле. Ещё в 1860 году епископ Бостона Фицпатрик говорил о необходимости постройки нового собора для местной епархии, однако сделать это в ближайшее время помешала Гражданская война. Фицпатрик умер в 1866 году, и его преемник епископ Уильямс решил довершить планы предшественника. Строительство началось 29 апреля 1866 года, в 1875 году Джон Уильямс был рукоположён в новый сан, став первым архиепископом Бостонским.
1 октября 1979 года папа римский Иоанн Павел II провёл в соборе 38-минутную мессу, в которой участвовало около 2000 священников.
При Соборе есть своя высшая школа в Бостоне и колледж Святого Креста в Вустере.
Первоначально в планах была установка на западной башне шпиля, который не построен до настоящего времени. Высота Собора — 36 м.
Будучи самой большой церковью в Новой Англии, собор вмещает почти 2000 человек. Его здание построено в стиле готического возрождения с использованием местного пудингового камня из бостонского района Роксбери и серого известняка. В соборе находится большой орган, построенный всемирно известной компанией Hook and Hastings Company в 1875 году.
По состоянию на 2023 год в основном соборе регулярно служится месса римского обряда на английском и испанском языках, а на территории часовен при соборе служатся также месса римского обряда на испанском языке, традиционная латинская месса и литургия александрийского обряда на языке геэз.